# Ridgewood (Queens)
Pour l’article homonyme, voir Ridgewood.
Ridgewood est un quartier situé dans la partie ouest de l'arrondissement du Queens à New York. Il borde les quartiers de Maspeth, Middle Village et Glendale, ainsi que deux quartiers de Brooklyn : Bushwick et East Williamsburg. Historiquement, le quartier chevauchait la frontière Queens-Brooklyn. Aujourd'hui, de grandes parties de ce quartier sont classées en tant que districts historiques nationaux et urbains.

## Étymologie
L'origine du nom du quartier est controversée. Une théorie affirme qu'elle pourrait provenir du "Ridgewood Reservoir" à Highland Park, situé à Brooklyn juste au sud de Ridgewood. Le réservoir était situé sur une haute crête au milieu de la moraine de Harbor Hill, une moraine glacière qui s'étend sur Long Island,.
Une autre étymologie possible pourrait être les forêts qui couvraient la région avant l'établissement de la colonisation, et le fait que les premiers colons anglais appelaient la moraine « la crête » (« the ridge ») de Long Island. Une troisième étymologie possible pourrait être "Ridge Road".
Le nom de Ridgewood a été initialement utilisé par le gouvernement du comté de Kings (qui est maintenant coextensif avec Brooklyn) et fait référence à une zone de Brooklyn le long de la frontière entre les comtés de Kings et Queens. Au début du XXe siècle, les aménageurs ont donné divers noms au secteur, notamment "Germania Heights, St. James Park, Ridgewood Heights, Wyckoff Heights et Knickerbocker Heights", bien que seul le nom "Ridgewood" ait acquis une popularité suffisante après les années 1910.

## Démographie
Composition ethno-raciale en 2010, :
- Blancs non hispaniques (39,8 %)
- Hispaniques et Latinos (49,0 %)
- Asiatiques (7,7 %)
- Noirs (2,0 %)
- Métis (1,1 %)
- Autres (0,5 %)

Dans les années 1920, Henry Miller décrivait Ridgewood comme le quartier germano-américain de Brooklyn : « Fuchs et Kuntz... Ridgewood était leur Mecque. Jamais un mot d'anglais, à moins qu'on les y forçat. Le Reich était leur Dieu et le Kaiser, Son lieutenant sur la terre ».